# Guadix
Guadix – (wym. [ɡwaˈðiks]) miasto w Hiszpanii, w prowincji Grenada, miejsce urodzenia Pedra de Mendozy, założyciela Buenos Aires w Argentynie.
- Liczba mieszkańców: 20 042
- Powierzchnia miasta: 317 km²

Miasto najbardziej rozwinęło się za czasów rzymskich oraz wizygockich, kiedy to nosiło nazwę Accia. Obecna nazwa została utworzona przez Arabów, którzy po zajęciu Acci zastali w nim szeroko rozbudowany, sprawny system irygacyjny. Dlatego, mimo iż nie było tu żadnej rzeki, nazwali miasto „Rzeką Asz” (arab. Wadi Asz, Akszi – stąd Guadix). Miasto słynęło kiedyś ze sztućców.

## Zabytki
- Katedra Wcielenia (hiszp. Catedral de la Encarnación), zbudowana w okresie 1510-1796. Kształt katedrze nadał Diego de Siloé, jeden z architektów katedry w Grenadzie. Barokowa fasada zawiera elementy wczesnoklasycystyczne wprowadzone w XVIII wieku przez Vicente de Acera, budowniczego katedry w Kadyksie.
- Stanowiska archeologiczne w licznych grotach położonych w okolicach miasta

## Miasta partnerskie
- Buenos Aires
- Celanova